# مملكة نيا

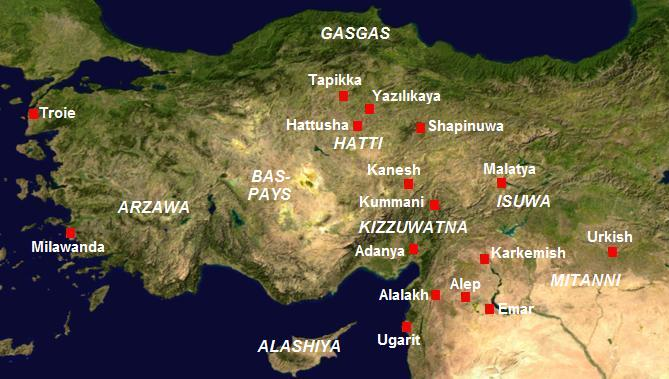

نيا (نيي)، من مصر القديمة لتحتمس الأول، وكذلك نيي من رسائل العمارنة، ونية وما إلى ذلك كانت مملكة في سوريا أو شمال سوريا.
في مراسلات رسائل العمارنة من 1350 -1335 قبل الميلاد، تمت الإشارة إلى ني في حرفين فقط، ولكن لكل منهما بعض الأهمية. كانت مدينة تونيب الواقعة في شمال بلاد الشام تحاول التواصل مع الفرعون المصري منذ عقدين. ولجأت أخيرا إلى حرف أخر بعنوان «من مواطني طنب» (لـ «العمارنة»)  كما أرسلت مدينة عرقة رسالة إلى الفرعون تطلب المساعدة.
الرسالة الأخرى التي تشير إلى نيي تتعلق بالفرد إتاكاما، تواطؤه مع الحيثين والاستيلاء على الراضي و«دول المدن» والشعوب في شمال وغرب بلاد الشام.

## العمارنة حروف «نيي»

### «من مواطني تونيب»
إلى سيدنا ملك مصر، رسالة من عبيدك «مواطنوا طنب». لأنك قد تسير على مايرام ونحن نسقط عند قدم سيدي.
هكذا يقول سيدي «طنب» عبدك طنب – من حكمها في الماضي؟ الم يحكمها «ماناكبريا» الم يحكمها (سلفك)؟

الآلهة ونا-أب-ري-إيل-لا-آن. من سيدنا ملك مصر يسكن في طنب وينبغي أن يستفسر عن قدماءه ام-ما-تي (قديما) عندما لم نكن لسيدنا ملك مصر (المسمى ميزري).

والآن، لمدة 20 عاما واصلنا الكتابة إلى الملك سيدنا ولكن رسلنا ظلوا مع الملك سيدنا. والآن يا سيدنا نسأل عن ابن اكي تيشوب من الملك سيدنا. قد يعطية سيدنا.سيدي إذا كان ملك مصر قد اعطى ابن اكي تيشوب، ماذا يدعوه الملك سيدنا من الرحلة؟ والآن سوف يسمع أزيرو أن مصيرا معاديا في المنطقة الحيثية قد تجاوز خادمك وحاكمك والبستان الخاص بك. إذا تأخرت قواته (الملك) ومركباته فسوف يفعل لنا ازيرو تماما كما فعل لنيي. إذا كنا نحن انفسنا مهملين ولم يفعل ملك مصر شيئا حيال هذه الأشياء التي يقوم بها أزيرو فمن المؤكد أنه سيوجه يده ضد سيدنا. لما دخل أزيرو سمور فعل بهم ما يشاء في بيت الملك سيدنا ولكن سيدنا لم يفعل شيئا حيال هذه لأشياء. والآن تونيب مدينتك تبكي وتسيل دموعها ولا قبض على يدنا.
لقد واصلنا الكتابة إلى الملك سيدنا، ملك مصر لمدة 20 عاما ولم تصلنا كلمة واحدة سيدنا

### «من الشرير أيتوكاما»
عبارة عن رسالة مؤلفة من 70 سطرا من مؤامرات المنطقة (كتبها «الأمير أكيزي» من قطنا) تبدأ الرسالة في السطر 35.
سيدي تيواتي من لبانا وارساويايا من ريهيزي وضعوا أنفسهم تحت تصرف اتيكاما ويرسل ارض سيدي مشتعلة.
سيدي كما احب الملك، سيدي كذلك ملك نوحشي وملك نيي وملك زنزار (شيزار) وملك توناناب كل هؤلاء الملوك عبيد لسيدي.
بقدر ما يستطيع الملك سيدي ان شارك ولكم يقال الملك سيدي لا يخرج وهكذا قد يرسل الملك سيدي الرماة لكي يشاركوني في هذه البلاد. . يا سيدي هؤلاء الملوك هم من افلته دع قطب الملك سيدي تعال، فقط قم بتسميتة هداياهم حتى يتمكنوا من اعطاءها لهم.
سيدي إذا جعل هذه الأرض مصدر قلق لسيدي فعندئذ قد يرسل سيدي رماة سهام قد يأتون إلى هنا.
سيدي، إذا بقي أرسوويا من ريهيزي وتيويتي من لابانا في ايبو، وتيسا (المدينة)، لا يزالان في (ام، كيو) يجب أن يعرف سيدي عنهم أيضًا أن ايبو لن ينتمي إلى سيدي. يكتبون يوميًا إلى إيتوكاما ويقولون على النحو التالي: «تعال وتناول أوبو بالكامل».
سيدي يسأل المرء الحياة أمام رسولي انا لا أخاف في حضور رماة سيدي لان الرماة ملك لسيدي. إذا ارسلهم الي فسيتم ارسالهم إلى قطنا (مكتمل) فقط الأسطر 35-70 (النهاية)  
تتمركز منطقة أوبو في دمشق، وامقو هي منطقة وادي البقاع في الغرب والشمال الغربي.